# Sacerdócio Aarônico (Igreja de Jesus Cristo dos Santos dos Últimos Dias)
O Sacerdócio Aarônico é uma doutrina teológica presente no cristianismo, como em A Igreja de Jesus Cristo dos Santos dos Últimos Dias.
O menor dos dois níveis ou ordens do sacerdócio da Igreja de Jesus Cristo dos Santos dos Últimos Dias. O Sacerdócio Aarônico é conferido aos homens fiéis da Igreja a partir de doze anos e cada homem é ordenado individualmente pela imposição de mãos. Daqueles que já foram ordenados dessa maneira diz-se que “portam” o sacerdócio; a maioria dos homens e rapazes santos dos últimos dias são portadores do sacerdócio.
Há três níveis ou ofícios no Sacerdócio Aarônico: diácono, mestre e sacerdote. Geralmente, os diáconos têm entre doze e quatorze anos, os mestres entre quatorze e dezesseis anos e os sacerdotes entre dezesseis e dezoito anos. Os homens que se filiam à Igreja depois dos dezoito anos não precisam passar por essas etapas e geralmente começam como sacerdotes.
Aqueles que têm o Sacerdócio Aarônico preparam e servem o sacramento (comunhão) aos membros da Igreja durante as reuniões de adoração no domingo e ajudam a visitar os membros em seu lar, recolher contribuições para os pobres e realizar outras atividades de serviço. O nome do Sacerdócio Aarônico vem de Aarão, irmão de Moisés, no Velho Testamento.

## Visão dosSantos dos Últimos Dias
É chamado de Sacerdócio Menor ou Levítico, foi o sacerdócio dado por Deus a Moisés e posteriormente a Aarão no lugar do Sacerdócio de Melquisedeque, devido à apostasia dos judeus. Também chamado Sacerdócio Levítico, segundo a crença desses, é o sacerdócio que era usado para ministrar no Tabernáculo e no Templo de Jerusalém.
Esse sacerdócio envolve os ofícios de cuidado e zelo nas funções de bispo, sacerdote, mestre e diácono.
Esse sacerdócio é conferido a todos os homens tidos como dignos a partir da idade de 12 anos na Igreja.
Segundo a crença mórmon, esse sacerdócio foi restaurado por João Batista, que o conferiu por imposição de mãos a Joseph Smith Jr. e a Oliver Cowdery.